# Jonio (stacja metra)
Jonio – stacja na linii B metra rzymskiego. Znajduje się w dzielnicy Monte Sacro, na skrzyżowaniu Viale Jonio i Via Scarpanto (gdzie znajduje się wejście), w bezpośrednim sąsiedztwie Piazzale Jonio.
Stacja jest całkowicie podziemna, a perony znajdują się na głębokości 28 metrów. Powyżej znajduje się duży, półokrągły budynek z wielopoziomowym parkingiem o pojemności 252 miejsc (z czego 6 dla osób niepełnosprawnych) i 57 motocykli oraz duży ogród na dachu. 
Stacja ta nie jest objęta usługą nocnego autobusu zastępującą Metro B1, linię N2L.

## Historia
Budowę rozpoczęto w listopadzie 2009, a inaugurację zaplanowano na 2013, która jednak była kilkukrotnie przekładana z powodu pewnych opóźnień. Otwarcie stacji odbyło się 21 kwietnia 2015. Stacja została zaplanowana jako miejsce krzyżowania się z projektowaną linią D, której projekt jednak został zawieszony w 2012.